# Barbu Ștefănescu Delavrancea
Barbu Ștefănescu Delavrancea (Bukarest, 1858 április 11. – Jászvásár, 1918. április 29.) író, szónok és ügyvéd volt. Tagja volt a Román Akadémiának is. Gyerekei Cella Delavrancea és Henrieta Delavrancea.

## Irodalmi művei

### Novellák és elbeszélő művek
- Sultănica (1885)
- Apă și foc
- Sorcova (1885)
- Odinioară
- De azi și de demult
- Văduvele
- Liniște (1887)
- Paraziții (1892)
- Trubadurul (1887)
- Zobie
- Milogul
- Înainte de alegeri
- Iancu Moroiu
- Hagi-Tudose
- Domnul Vucea
- Bursierul
- Șuier
- Răzmerița
- Bunicul
- Bunica
- Boaca și Onea
- Micuții
- Angel Demetriescu
- Irinel

### Mesék
- Neghiniță
- Norocul dracului
- Moș Crăciun
- Palatul de cleștar
- Dăparte, dăparte
- Delavrancea
- Stăpânea odată (1909)

### Próza
- Nu e giaba cafea
- Sadi-el-Mahib
- Fanta-Cella
- Sentino

## Magyarul
- Novellák és elbeszélések; ford. Dávid Gyula, Nagy Géza, bev. Aurel Martin; Ifjúsági Kiadó, Bukarest, 1955 (Tanulók könyvtára)
- Napnyugta 1503-1504. Dráma; ford. B. Delnei József; Irodalmi, Kiadó, Bukarest, 1964 (Drámák)
- Nagyapó meg nagyanyó; ford. Beke György; Ed. Tineretului, Bucureşti, 1966